# Cercidia prominens
Cercidia prominens là một loài nhện trong họ Araneidae. Chúng được Johan Peter Westring miêu tả năm 1851.

## Hình ảnh

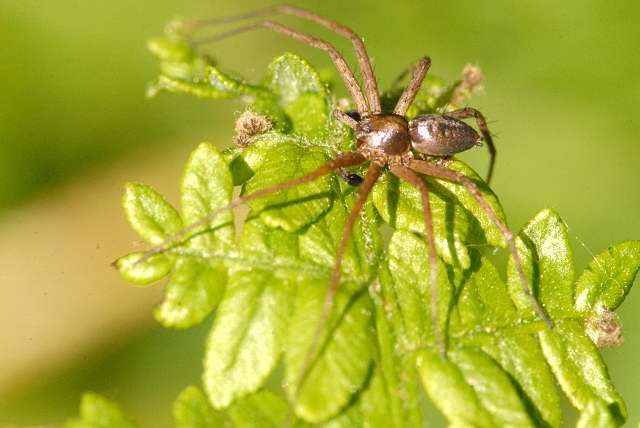
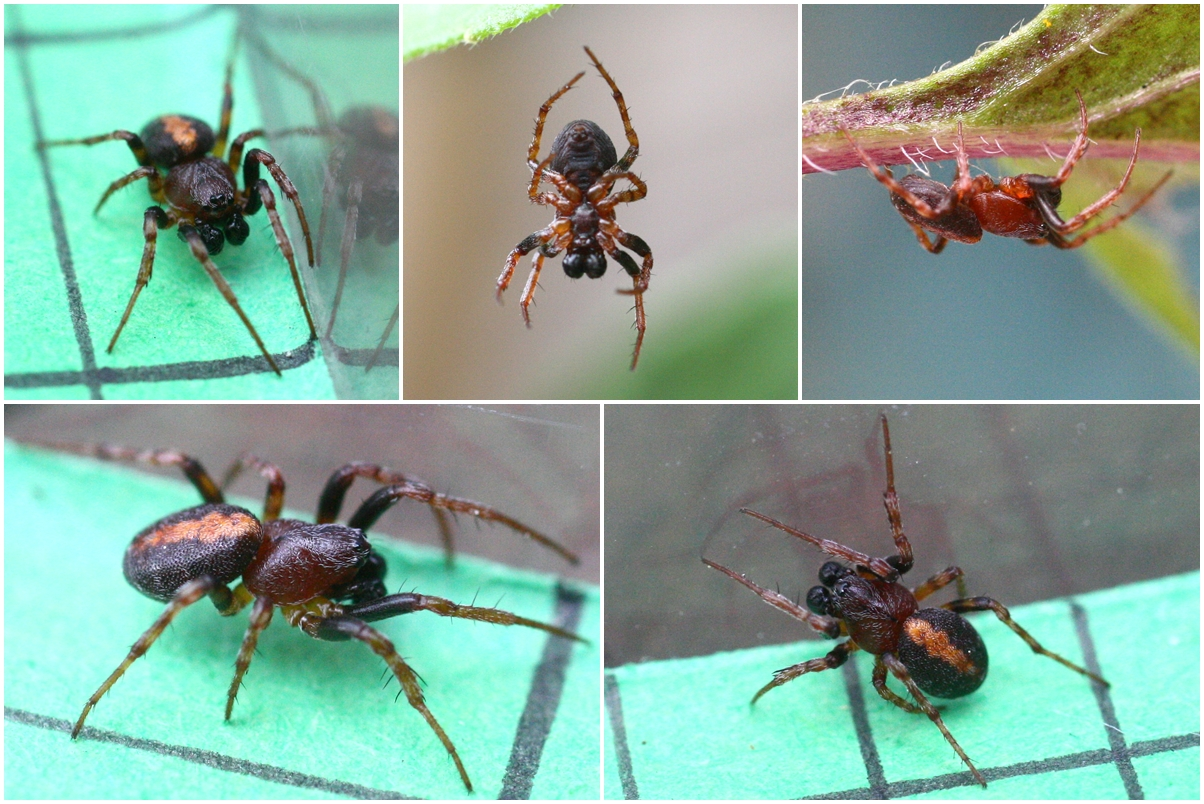
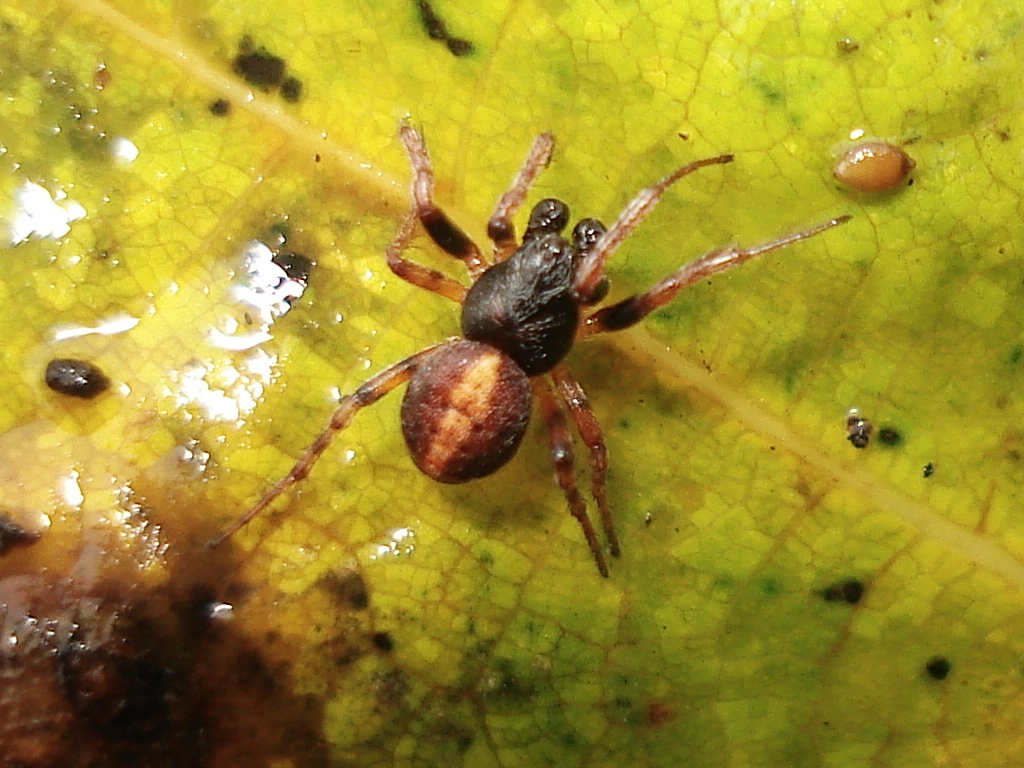